# Georgië op de Olympische Zomerspelen 2008
Georgië nam deel aan de Olympische Zomerspelen 2008 in Peking, China. Georgië debuteerde op de Zomerspelen in 1996 en deed in 2008 voor de vierde keer mee. Met drie stuks werd een recordaantal gouden medailles gewonnen. Opvallend was dat op het moment van de Olympische Spelen een oorlog in Georgië plaatsvond.

## Medailleoverzicht
| Sport         | Olympiër             | Discipline               | Medaille |
| ------------- | -------------------- | ------------------------ | -------- |
| Judo          | Irakli Tsirekidze    | -90kg (m)                | Goud     |
| Worstelen     | Manoetsjar Kvirkelia | -74kg Grieks-Romeins (m) | Goud     |
| Worstelen     | Revaz Mindorasjvili  | -84kg vrije stijl (m)    | Goud     |
| Gewichtheffen | Arsen Kasabiev *     | -94kg (m)                | Zilver   |
| Worstelen     | Giorgi Gogsjelidze * | -96kg vrije stijl (m)    | Zilver   |
| Schietsport   | Nino Saloekvadze     | 10m luchtpistool (v)     | Brons    |
| Worstelen     | Otar Toesjisjvili    | -66kg vrije stijl (m)    | Brons    |

* De bronzenplak van Gogsjelidze werd op 26 oktober 2016 omgezet tot zilver, op 25 november 2016 werd Kasabiev alsnog de zilveren medaille toegekend.

## Deelnemers en resultaten

### Atletiek
| Olympiër            | Onderdeel       | Resultaat | Prestatie                                          |
| ------------------- | --------------- | --------- | -------------------------------------------------- |
| David Ilariani      | 110m horden (m) | 28e       | serie 6: 6de in 13,75 kwartfinale 2: 8ste in 13,74 |
|                     |                 |           |                                                    |
| Mariam Kevchisjvili | kogelstoten (v) | 30e       | kwalificatie groep B: 14de met 15,99m              |

### Boksen
| Olympiër         | Onderdeel | Resultaat | Prestatie                                                               |
| ---------------- | --------- | --------- | ----------------------------------------------------------------------- |
| Nikoloz Izoria   | -57kg (m) | 9e        | 1ste ronde: W van BOT Batshegi: 14-4 2de ronde: V van AZE Imranov: 9-18 |
| Kachaber Zjvania | -69kg (m) | 17e       | 1ste ronde: V van USA Andrade: 9-11                                     |

### Boogschieten
| Olympiër             | Onderdeel       | Resultaat | Prestatie |
| -------------------- | --------------- | --------- | --- |
| Kristine Eseboea     | individueel (v) | 17e       | plaatsingsronde: 17de met 643 punten 1ste ronde: W van JPN Hayashi: 102-102 (9-8) 2de ronde: V van GRE Romantzi: 102-102 (9-10)                |
| Chatoena Narimanidze | individueel (v) | 9e        | plaatsingsronde: 4de met 663 punten 1ste ronde: W van BHU Dema: 107-97 2de ronde: W van VEN Brito: 111-98 3de ronde: V van MEX Avitia: 108-109 |

### Gewichtheffen
| Olympiër         | Onderdeel  | Resultaat | Prestatie                                                  |
| ---------------- | ---------- | --------- | ---------------------------------------------------------- |
| Raoel Tsirekidze | -85kg (m)  | DNF       | trekken: 17de met 143kg stoten: geen geldige poging        |
| Arsen Kasabiev   | -94kg (m)  | Zilver    | trekken: 4de met 176kg stoten: 2de met 223kg totaal: 399kg |
| Albert Koezilov  | -105kg (m) | 6e        | trekken: 7de met 182kg stoten: 4de met 227kg totaal: 409kg |

### Gymnastiek
| Olympiër       | Onderdeel  | Resultaat  | Prestatie                                                       |
| Trampoline     | Trampoline | Trampoline | Trampoline                                                      |
| -------------- | ---------- | ---------- | --------------------------------------------------------------- |
| Loeba Golovina | vrouwen    | 6e         | kwalificatie: 5de met 64,90 punten finale: 6de met 36,10 punten |
| Turnen         |            |            |                                                                 |
| Ilia Giorgadze | vloer (v)  | 46e        | kwalificatie: 46ste met 14,625 punten                           |
| Ilia Giorgadze | brug (v)   | 41e        | kwalificatie: 41ste met 15,150 punten                           |

### Judo
| Olympiër             | Onderdeel  | Resultaat | Prestatie |
| -------------------- | ---------- | --------- | --- |
| Nestor Chergiani     | -60kg (m)  | 13e       | voorronde: vrij 1ste ronde: V van FRA Dragin: waza-ari herkansingen: V van ISR Yekutiel: koka |
| Zaza Kedelasjvili    | -66kg (m)  | 21e       | voorronde: vrij 1ste ronde: V van HUN Ungvari: ippon |
| David Kevchisjvili   | -73kg (m)  | 17e       | 1ste ronde: W van MDA Toma: yuko 2de ronde: V van PRK Kim: waza-ari |
| Saba Gavasjelisjvili | -81kg (m)  | 33e       | voorronde: V van POR Neto: ippon |
| Irakli Tsirekidze    | -90kg (m)  | Goud      | 1ste ronde: vrij 2de ronde: W van EGY Mesbah: yuko kwartfinale: W van AZE Mammadov: ippon halve finale: W van RUS Pershin: ippon finale: W van ALG Benikhlef: koka                                                               |
| Levan Zjorzjoliani   | -100kg (m) | 5e        | 1ste ronde: W van GBR Cousins: yuko 2de ronde: V van AZE Miraliyev: ippon herkansingen: W van ALG Azzoun: ippon herkansingen 2: W van ROU Brata: ippon herkansingen 3: W van KOR Jang: yuko bronzen finale: V van NED Grol: yuko |
| Lasja Goedzjedzjiani | +100kg (m) | 5e        | voorronde: vrij 1ste ronde: W van GUM Blas Jr.: waza-ari 2de ronde: W van USA McCormick: ippon kwartfinale: W van IRI Rouaki: yuko halve finale: V van JPN Ishii: ippon bronzen finale: V van FRA Riner: ippon                   |

### Schietsport
| Olympiër         | Onderdeel            | Resultaat | Prestatie                                                                   |
| ---------------- | -------------------- | --------- | --------------------------------------------------------------------------- |
| Nino Saloekvadze | 25m pistool (v)      | 16e       | kwalificatie: 16de met 580 punten (292-288)                                 |
| Nino Saloekvadze | 10m luchtpistool (v) | Brons     | kwalificatie: 4de met 386 punten (97-96-97-97) finale: 3de met 487,4 punten |

### Beachvolleybal
| Olympiër                                           | Onderdeel | Resultaat | Prestatie |
| -------------------------------------------------- | --------- | --------- | --- |
| Renato "Geor" Gomes Jorge "Gia" Terceiro           | mannen    | 4e        | groep C: 3de V van AUS Schacht/Slack: 0-2 (17-21, 19-21) V van BRA Santos/Rego: 0-2 (19-21, 17-21) W van ANG Fernandes/Abreu: 2-0 (21-14, 21-13) 2de ronde: W van AUT Doppler/Gartmayer: 2-1 (19-21, 21-16, 15-13) kwartfinale: W van NED Nummerdor/Schuil: 2-0 (21-19, 21-19) halve finale: V van USA Dalhausser/Rogers: 0-2 (11-21, 13-21) bronzen finale: V van BRA Santos/Rego: 0-2 (15-21, 10-21) |
|                                                    |           |           | |
| Andrezza "Rtvelo" Martins Cristine "Saka" Santanna | vrouwen   | 17e       | groep C: 3de V van BRA Connelly/Franca: 1-2 (25-23, 17-21, 5-15) V van AUS Hinchley/Cook: 0-2 (18-21, 12-21) W van RUS Shiryayeva/Uryadova: 2-1 (10-21, 22-20, 15-12) V van BEL Mouha/Van Breedam: 0-2 (13-21, 19-21) |

### Worstelen
| Olympiër              | Onderdeel   | Resultaat   | Prestatie |
| Vrije stijl           | Vrije stijl | Vrije stijl | Vrije stijl |
| --------------------- | ----------- | ----------- | --- |
| Besarion Gotsjasjvili | -55kg (m)   | 8e          | kwalificatie: vrij 1ste ronde: W van ROU Toarca: 3-0 kwartfinale: V van USA Cejudo: 1-3 herkansingen: V van BUL Velikov: 1-3                                               |
| Otar Toesjisjvili     | -66kg (m)   | Brons       | kwalificatie: vrij 1ste ronde: W van JPN Ikematsu: 3-1 kwartfinale: W van BUL Barzakov: 3-0 halve finale: V van TUR Şahin: 1-3 bronzen finale: W van CUB Garzon: 3-1       |
| Gela Sagirasjvili     | -74kg (m)   | 12e         | kwalificatie: W van GBS Midana: 3-1 1ste ronde: V van BLR Gaidarov: 0-3 |
| Revazi Mindorasjvili  | -84kg (m)   | Goud        | kwalificatie: vrij 1ste ronde: W van GER Bichinashvili: 3-1 kwartfinale: W van ARM Yenokyan: 3-0 halve finale: W van RUS Ketoyev: 3-1 finale: W van TJK Abdusalomov: 3-1   |
| Giorgi Gogsjelidze    | -96kg (m)   | Zilver      | kwalificatie: vrij 1ste ronde: W van KGZ Krupnyakov: 3-0 kwartfinale: W van IRI Enbrahimi: 3-0 halve finale: V van KAZ Tigiyev: 1-3 bronzen finale: W van CUB Batista: 3-0 |
| Grieks-Romeins        |             |             | |
| Lasja Gogitadze       | -55kg (m)   | 9e          | kwalificatie: vrij 1ste ronde: W van CHN Huafeng: 3-0 kwartfinale: V van ARM Amoyan: 1-3                                                                                   |
| David Bedinadze       | -60kg (m)   | 16e         | kwalificatie: V van BUL Armen Nazarjan: 1-3 |
| Manoetsjar Kvirkvelia | -74kg (m)   | Goud        | kwalificatie: vrij 1ste ronde: W van FRA Guénot: 3-0 kwartfinale: W van GER Schneider: 3-0 halve finale: W van HUN Bacsi: 3-1 finale: W van CHN Chang: 3-0                 |
| Badri Chasaia         | -84kg (m)   | 16e         | kwalificatie: vrij 1ste ronde V van TUR Avluca: 1-3 |
| Ramaz Nozadze         | -96kg (m)   | 12e         | kwalificatie: vrij 1ste ronde: W van GRE Tounousidis: 3-1 kwartfinale: V van CZE Svec: 1-3                                                                                 |

### Zwemmen
| Olympiër          | Onderdeel           | Resultaat | Prestatie                |
| ----------------- | ------------------- | --------- | ------------------------ |
| Irakli Revisjvili | 200m vrije slag (m) | 53e       | serie 1: 1ste in 1.53,60 |
|                   |                     |           |                          |
| Anna Salnikova    | 100m schoolslag (v) | 48e       | serie 1: 2de in 1.21,70  |

Afghanistan · Albanië · Algerije · Amerikaanse Maagdeneilanden · Amerikaans-Samoa · Andorra · Angola · Antigua en Barbuda · Argentinië · Armenië · Aruba · Australië · Azerbeidzjan · Bahama's · Bahrein · Bangladesh · Barbados · België · Belize · Benin · Bermuda · Bhutan · Bolivia · Bosnië en Herzegovina · Botswana · Brazilië · Britse Maagdeneilanden · Bulgarije · Burkina Faso · Burundi · Cambodja · Canada · Centraal-Afrikaanse Republiek · Chili · China · Chinees Taipei · Colombia · Comoren · Congo-Brazzaville · Congo-Kinshasa · Cookeilanden · Costa Rica · Cuba · Cyprus · Denemarken · Djibouti · Dominica · Dominicaanse Republiek · Duitsland · Ecuador · Egypte · El Salvador · Equatoriaal-Guinea · Eritrea · Estland · Ethiopië · Fiji · Filipijnen · Finland · Frankrijk · Gabon · Gambia · Georgië · Ghana · Grenada · Griekenland · Groot-Brittannië · Guam · Guatemala · Guinee · Guinee‑Bissau · Guyana · Haïti · Honduras · Hongarije · Hongkong · Ierland · IJsland · India · Indonesië · Irak · Iran · Israël · Italië · Ivoorkust · Jamaica · Japan · Jemen · Jordanië · Kaaimaneilanden · Kaapverdië · Kameroen · Kazachstan · Kenia · Kirgizië · Kiribati · Koeweit · Kroatië · Laos · Lesotho · Letland · Libanon · Liberia · Libië · Liechtenstein · Litouwen · Luxemburg · Macedonië · Madagaskar · Malawi · Malediven · Maleisië · Mali · Malta · Marshalleilanden · Marokko · Mauritanië · Mauritius · Mexico · Micronesië · Moldavië · Monaco · Mongolië · Montenegro · Mozambique · Myanmar · Namibië · Nauru · Nederland · Nederlandse Antillen · Nepal · Nicaragua · Nieuw-Zeeland · Niger · Nigeria · Noord-Korea · Noorwegen · Oeganda · Oekraïne · Oezbekistan · Oman · Oostenrijk · Oost‑Timor · Pakistan · Palau · Palestina · Panama · Papoea-Nieuw-Guinea · Paraguay · Peru · Polen · Portugal · Puerto Rico · Qatar · Roemenië · Rusland · Rwanda · Saint Kitts en Nevis · Saint Lucia · Saint Vincent en Grenadines · Salomonseilanden · Samoa · San Marino · Sao Tomé en Principe · Saoedi-Arabië · Senegal · Servië · Seychellen · Sierra Leone · Singapore · Slovenië · Slowakije · Soedan · Somalië · Spanje · Sri Lanka · Suriname · Swaziland · Syrië · Tadzjikistan · Tanzania · Thailand · Togo · Tonga · Trinidad en Tobago · Tsjaad · Tsjechië · Tunesië · Turkije · Turkmenistan · Tuvalu · Uruguay · Vanuatu · Venezuela · Verenigde Arabische Emiraten · Verenigde Staten · Vietnam · Wit-Rusland · Zambia · Zimbabwe · Zuid-Afrika · Zuid-Korea · Zweden · Zwitserland
Uitgesloten van deelname: Brunei